# Broadacre City

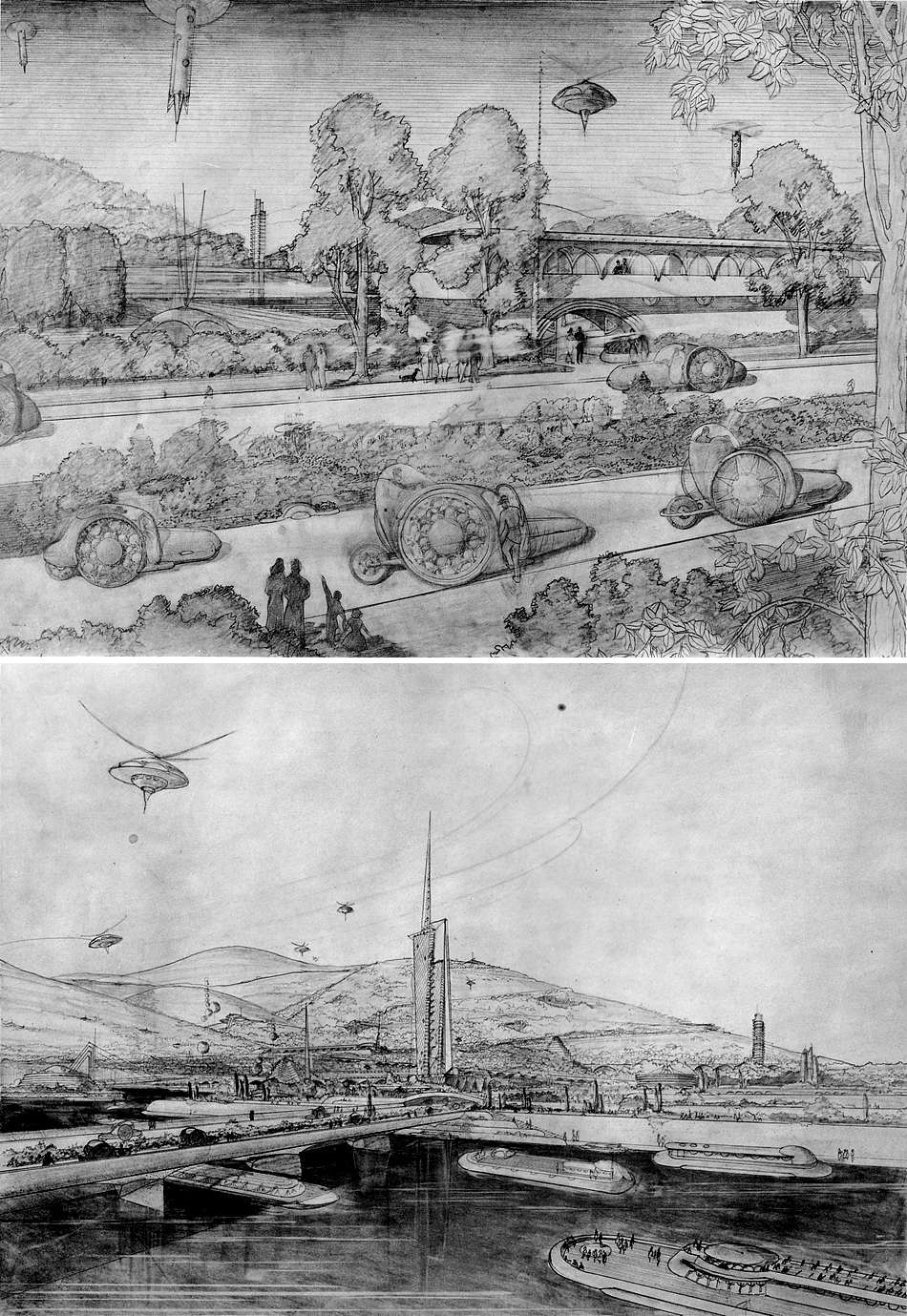
Dessins du projet Broadacre City par Frank L. Wright.

Broadacre City est un concept utopique d'urbanisation développé par l'architecte américain Frank Lloyd Wright à partir des années 1930.

## Contexte de création
Frank Lloyd Wright commence son activité à la fin du XIXe siècle à Chicago et voit l'expansion des grandes villes américaines, la naissance des premières banlieues résidentielles et l'augmentation de la mobilité de ses habitants, notamment par le développement des transports en commun et la démocratisation de l'automobile. Par ailleurs, il est un des principaux créateurs des Prairies Houses, ces maisons conçues autour de leurs habitants et qui s'intègrent parfaitement à leur environnement naturel. L'objectif est que ceux qui y vivent soient en harmonie avec cet environnement et en retirent un bien-être personnel. Cette philosophie, le lien nécessaire et bénéfique entre l'Homme et la nature, caractérise les travaux de l'architecte qui pour cela, combine habilement les possibilités offertes par les matériaux et techniques modernes et l'utilisation d'autres plus traditionnels. Un procédé qui verra son aboutissement dans la réalisation de la fameuse Fallingwater House. De ce fait, Wright n'appréciait pas l'organisation dense et coupée de la nature des villes modernes, c'est dans cet état d'esprit, pendant une période en creux de sa carrière, accentuée par la crise économique de 1929, qu'il va imaginer cette nouvelle manière de les organiser.

## DeThe Disappearing CityàThe Living City
En 1932, Frank Lloyd Wright publie The Disappearing City dans lequel il promeut une urbanisation plus étendue, moins centralisée, profitant des larges espaces vides que compte le territoire des États-Unis. La population y aurait un mode de vie plus sain en occupant un tissu urbain qui se fond dans le paysage, chaque famille recevant une acre de terrain, soit 4000 m². En 1935, il réalise avec ses étudiants (dont Cornelia Brierly) une maquette de 3,7m par 3,7m représentant une Broadacre City de 4 miles carrés afin de présenter le concept à travers le pays. Elle sera notamment montrée au Rockefeller Center de New York à partir du 15 avril, puis à partir du 18 juin à Pittsburgh lors de l'exposition "New Homes for Old". En 1945, il reprend son livre et le renomme When Democracy Builds : il y approfondit son idée d'une organisation diffuse de la ville, non agglomérée autour d'axes de circulation ou de pôles importants. En effet, s'il prévoit la présence de lignes de train et d'immeubles, ceux-ci restent épars et en retrait par rapport aux moyens individuels que peuvent être la voiture et la maison. Enfin, en 1958, un an avant sa mort, Wright publie The Living City où il concrétise sa vision. Il y ajoute des dessins (voir illustrations ci-contre), dans lesquels on reconnait certaines de ses constructions aux côtés d'autres projets imaginés ainsi que des inventions comme les taxis-hélicoptères et les péniches à propulsion "atomique". L'ensemble baigne dans une végétation omniprésente, seulement ponctuée par quelques bâtiments de taille plus importante mais esthétiquement intégrés à leur environnement. Par bien des aspects, les réflexions et propositions de Frank Lloyd Wright préfigurent le rôle actuel de l'écologie dans l'urbanisme.